# Diga di Yamasato
La diga di Yamasato (山郷ダム?, Yamasato damu) è una diga nella prefettura di Fukushima, in Giappone, completata nel 1943.